# Más (Ricky Martin)
Más è un singolo di Ricky Martin, il secondo estratto dall'album Música + Alma + Sexo.

## Il brano
Il singolo è la traccia omonima dell'album, dato che esso viene abbreviato MAS. La canzone è stata pubblicata il 4 aprile 2011. Il 2 aprile 2011 Ricky Martin ha registrato la versione inglese del brano, intitolata Freak of Nature.
Il video del brano è stato presentato il 29 aprile 2011. È stato diretto da Simon Brand e registrato dal vivo nella serata inaugurale del Música + Alma + Sexo World Tour a Portorico.
Il 14 giugno sarà pubblicato un EP contenente dei remix di Ralphi Rosario e Wally López.

## Promozione
Ricky Martin ha interpretato Freak of Nature al The Tonight Show with Jay Leno il 3 maggio 2011.

## Tracce
Singolo
1. "Más" – 4:09

EP
1. "Más" – 4:09
2. "Más" (Ralphi Rosario Spanish Radio Remix) – 4:08
3. "Más" (Wally López Ibiza Es Más Radio RMX) – 4:27

## Classifiche
| Classifiche (2011)                  | Posizione massima |
| ----------------------------------- | ----------------- |
| Spagna                              | 43                |
| US Billboard Hot Latin Songs        | 13                |
| US Billboard Latin Pop Airplay      | 2                 |
| US Billboard Latin Tropical Airplay | 30                |